# Michael Torckler
Michael Torckler (né le 12 avril 1987 à Okato (en) en Nouvelle-Zélande) est un coureur cycliste néo-zélandais.

## Biographie
En 2012, Michael Torckler remporte une étape et le classement général du Tour de Bornéo, en Malaisie. Il séjourne à Santa Rosa en Californie, où il prépare les prochaines compétitions à venir. Le 30 juin, il se fait violemment heurté par une voiture qui contournait un virage. Jeté de son vélo, il percute le pare-brise du véhicule, tandis que le conducteur prend la fuite. Pendant ce temps, Torckler est transporté par avion à l'hôpital le plus proche, dans un état critique. N'ayant aucun souvenir de l'accident, il ne garde finalement aucune séquelle de cet accident, et sort de l'hôpital 12 jours après son transfert. 
Seulement un mois de plus tard, il retourne en Nouvelle-Zélande, où il reprend rapidement l'entraînement. Désormais surnommé le « 'King of the Comebacks' », il rejoint en 2013 l'équipe américaine Bissell, avec laquelle il était déjà entré en contact l'année précédente. Sous ses nouvelles couleurs, il se distingue tout d'abord en terminant sixième du championnat de Nouvelle-Zélande sur route puis quatrième de la New Zealand Cycle Classic. Durant l'été, il termine meilleur grimpeur du Tour de l'Utah.
Pour la saison 2015, Michael Torckler est recruté par l'équipe continentale australienne Budget Forklifts.

## Palmarès
- 2006
  - Rice Mountain Classic
- 2007
  - Twin Peaks Tour
  - 2e du Tour de Vineyards
- 2008
  - 1re étape du Tour de Taranaki (contre-la-montre)
- 2009
  -  Champion de Nouvelle-Zélande du contre-la-montre espoirs
  - 2e du championnat de Nouvelle-Zélande sur route espoirs
  - 2e de la Volta ao Ribeiro
- 2010
  - Hub Tour :
    - Classement général
    - 2e étape

  - Tour de Wellington :
    - Classement général
    - 2e étape

  - Clásica Ciudad de Torredonjimeno
  - San Gregorio Proba
  - San Martín Proba
  - 2e du Trofeo San Antonio
  - 3e de la Subida a Urraki
  - 3e de la Taupo-Napier Classic
  - 3e de la Rice Mountain Classic
- 2011
  - K2 Classic
  - Lake Taupo Cycle Challenge
  - 2e de la Taupo-Napier Classic
- 2012
  - Tour de Bornéo :
    - Classement général
    - 1re étape

  - 3e du Lake Taupo Cycle Challenge
- 2013
  - Lake Taupo Cycle Challenge
- 2015
  - 2e, 4e et 5e étapes du Tour de Taranaki
  - K2 Classic
  - 3e de la REV Classic
- 2016
  - Round the Mountain Classic
  - Tour de Taranaki :
    - Classement général
    - 1re étape

  - 3e étape du Tour de Southland
  - South Waikato Council District Classic
  - 3e du Lake Taupo Cycle Challenge
- 2017
  - 2e étape du Tour de Taranaki
  - Te Awamutu Open Road Race
  - South Waikato Council District Classic
  - 1re et 3e étapes du Tour de Southland
  - 3e du Tour de Tanaraki
  - 3e du Tour de Southland
- 2018
  - K2 Classic
  - 2e du Gravel and Tar
  - 3e du championnat de Nouvelle-Zélande sur route
- 2019
  - K2 Classic
  - 2e du Lake Taupo Cycle Challenge
- 2021
  - 2e du championnat de Nouvelle-Zélande sur route
- 2022
  - Lake Taupo Cycle Challenge

## Classements mondiaux
| Année            | 2006 | 2007 | 2008 | 2009 | 2010 | 2011 | 2012 | 2013 | 2014 | 2015 | 2016 | 2017 | 2018 |
| ---------------- | ---- | ---- | ---- | ---- | ---- | ---- | ---- | ---- | ---- | ---- | ---- | ---- | ---- |
| UCI Africa Tour  |      |      |      |      |      |      | 33e  |      |      |      |      |      |      |
| UCI Oceania Tour | 28e  |      | 66e  | 27e  | 11e  |      |      | 10e  |      | 20e  | 63e  | 61e  | 14e  |